# 徳島高等学校 (旧制)
| 徳島高等学校 | 徳島高等学校 |
| ------------ | ------------ |
| 創立         | 1947年       |
| 所在地       | 徳島市       |
| 初代校長     | 中田篤郎     |
| 廃止         | 1950年       |
| 後身校       | 徳島大学     |
| 同窓会       |              |

旧制徳島高等学校 （きゅうせいとくしまこうとうがっこう） は、徳島県に設立された官立の旧制高等学校。

## 概要
- 第二次世界大戦中の空襲で設備を失い、1947年3月に 「B級」 と判定された旧制徳島医学専門学校 （徳島医専） の第3・4学年在籍生徒を救済するために設置された、いわゆる「戦後特設高等学校」である （一方 第1・2学年は 「A級」 と判定され、徳島医専は1948年2月に旧制徳島医科大学に昇格した。A級B級判定については、旧制医学専門学校を参照）。
- 修業年限3年の高等科 （理科乙類のみ） を設置した。
- 学生寮として 「徳風寮」 （とくふうりょう） が設置された （徳島医専から継承）。
- 学制改革により新制徳島大学に包括された。

## 沿革
旧制徳島医学専門学校 （当該記事参照） は第二次大戦中に軍医速成を目的として設立されたが、1945年7月の空襲で附属医院を失い、戦後の1947年3月、第3・4学年部分が B級と判定された。第3・4学年在籍生徒は他の医専に転校したが、経済的理由で転校できない生徒もいた （当時 四国唯一の医専だったため、転校するには四国から出る必要があった）。これらの生徒を救済する目的で、官立徳島高等学校が設立された。
- 1947年5月14日： 官立徳島高等学校設置 （政令第43号）。
  - 3学年が同時に入学 （第2・3学年には徳島医専の第3・4学年在籍者を収容した。第1学年には、徳島医専第1・2学年から希望者が入学した）[1]。
  - 1948年以降の生徒募集はなく、入学は 1947年のみ。
- 1948年2月10日： 旧制徳島医科大学設置。徳島医専と共に包括される。
- 1949年5月31日： 新制徳島大学設置。
  - 旧制徳島医大・旧制徳島医専・旧制徳島高等学校は他の旧制高等教育機関と共に包括された。
- 1950年3月31日： 旧制徳島高等学校、廃止 （法律51号）。

## 歴代校長
- 初代：中田篤郎 （1947年5月 - 1950年3月）
  - 旧制徳島医学専門学校校長・徳島医科大学学長・新制徳島大学 初代学長と併任。

## 校地の変遷と継承
旧制徳島医学専門学校に併置された （当該記事参照）。学生寮 （徳風寮） は同校から引き継いだと考えられ、寮歌は 2曲ほど存在が確認されている。

## 関連書籍
- 徳島大学医学部五十年史編集委員会（編）　『徳島大学医学部五十年史』　徳島大学医学部、1993年11月。
- 秦郁彦　『旧制高校物語』　文春新書、文藝春秋刊、2003年12月。ISBN 4166603558